# زنبق فارر
زنبق فارر (نام علمی: Iris farreri) نام یک گونه از سرده زنبق است.